# Mimi Page
Mimi Page (* 2. Februar 1987 in Los Angeles, Kalifornien als Mimi Page Sieradzki) ist eine US-amerikanische Sängerin und Songschreiberin.

## Musikstil
Pages Musik verbindet Gesang mit klaviergetriebenen, atmosphärischen Klanglandschaften. Sie führt ihren Klang auf die Verwendung von Reverb, Delay und Schichttechniken in der Postproduktion zurück. Pages Hauptinstrumente sind Klavier und Synthesizer mit Produktion und Beat-Erstellung in Logic Pro.

## Karriere

### 1987–2007
Mimi Page wurde am 2. Februar 1987 in Los Angeles, Kalifornien, geboren. Page wurde von ihrer Mutter Cheryl Clark, einer „triple threat“-Tänzerin, aufgezogen, die in den renommierten Broadway-Shows Chicago, A Chorus Line und Pippin auftrat und tourte. Im Alter von 2 bis 5 Jahren begleitete Page ihre Mutter auf mehreren internationalen Tourneen.

“We pretty much lived as nomads in hotels and on the tour bus. I'd rehearse her lines with her which helped me learn how to read. I attribute a lot of my creativity to my childhood as I was constantly surrounded by music and dancing.”

„Wir lebten als Nomaden in Hotels und im Tourbus. Ich würde ihre Zeilen mit ihr proben, was mir half, Lesen zu lernen. Ich führe einen Großteil meiner Kreativität auf meine Kindheit zurück, da ich ständig von Musik und Tanz umgeben war.“

 Page zog dann in einen Vorort von Las Vegas, um dort mit der Grundschule zu beginnen und ein stabiles Lebensumfeld zu erreichen. Im Alter von 5 Jahren begann sie am Klavier zu komponieren. Mit 11 Jahren kehrte Page nach Los Angeles zurück. Im Alter von 16 Jahren wechselte sie an die Alexander Hamilton Music Academy, um ihre Ausbildung am Klavier fortzusetzen. Sie komponierte weiterhin Instrumentalmusik, verbarg aber zunächst ihren Wunsch zu singen, aus Schüchternheit.
Page verlagerte ihren künstlerischen Schwerpunkt dramatisch, als sie den Unterricht Elektronische Musik an der Schule entdeckte. Nachdem sie gelernt hatte, ihren Gesang im Unterricht digital aufzunehmen und zu manipulieren, begann Page mit der Aufnahme und Produktion ihrer eigenen Musik.
Während ihres letzten Jahres an der High School veröffentlichte Page selbst eine Sammlung der Songs, die sie in ihrer Klasse aufgenommen hatte, und veröffentlichte sie öffentlich auf Myspace.

Im Jahr 2006 besuchte Page das College an der University of California, Santa Cruz, um ihre Studien in Komposition und elektronischer Musik fortzusetzen. Im Jahr 2007 verließ sie die Universität und zog nach Hollywood, um am Musicians Institute Tontechnik zu studieren. Über die Verschiebung des Studiums sagt Page: 

“I wanted to get away from the formal structure of classical music and learn more of the techniques of recording. It’s really tough when you’re an up and coming artist to afford studio time, so I wanted to be able to cheaply build my own studio and produce my own albums.”

„Ich wollte von der formalen Struktur der klassischen Musik wegkommen und mehr über die Aufnahmetechniken lernen. Es ist wirklich schwierig, wenn man ein aufstrebender Künstler ist, sich Studiozeit zu leisten, also wollte ich in der Lage sein, mein eigenes Studio billig zu bauen und meine eigenen Alben zu produzieren.“

 Während dieser Zeit hat Page weiterhin Musik über Myspace, YouTube und Facebook hochgeladen, die in ihrem Studio aufgenommen und produziert wurde.

### 2008–2012
Nachdem sie ihre Demos bei mehreren Radiosendern eingereicht hatte, wurden einige ihrer unveröffentlichten Songs auf Sirius XM Chill und SomaFM Lush gespielt. Im Mai 2010 veröffentlichte Page ihre erste EP A Lullaby for the Lonely über CD Baby (die ursprünglich die Singles New und Come What May enthielt). Im August veröffentlichte sie zwei weitere Singles, Gravity und This Fire. MTV's The Real World lizenzierte This Fire in einer Episode, die den Song auf Platz 11 in iTunes und Platz 1 in den elektronischen Charts von Amazon.com lancierte. Page wurde daraufhin vom Bass Music Plattenlabel Simplify Recordings kontaktiert und erhielt einen One-Album-Deal für ein Remix-Album für ihre Songs aus A Lullaby For The Lonely, wobei sie zwei Optionen erhielt: entweder exklusiv von den Top-Produzenten des Labels remixen zu lassen oder einen Remix-Wettbewerb auszurichten und sowohl etablierten als auch unerfahrenen Produzenten die Möglichkeit zu geben, sich zu bewerben. Page entschied sich für den Remix-Wettbewerb und machte ihre Gesangsspuren für eine begrenzte Zeit öffentlich zum Downloadverfügbar. Als Ergebnis förderten mehrere EDM-Blogs den Wettbewerb und hunderte von Einreichungen gingen ein. Sowohl Page als auch das Label wählten die Top 12 und am 8. Juni 2011 erschien das Album Harmonious HeartBEATS.
Nach der Veröffentlichung des Albums arbeitete Page an Originalmaterial mit mehreren Remixern von Harmonious HeartBEATS zusammen. Im Juli 2011 erschien unabhängig voneinander eine Zusammenarbeit zwischen Page und Shotgun Radio mit dem Titel A Bad Place. Simplify Recordings bot einen zweiten Remix-Album-Deal für die Single an.

Page hat sich dann mit Warren Huart zusammengetan, um ihr Album Breathe Me In fertigzustellen. Ursprünglich für eine weitere Selbstveröffentlichung gedacht, finanzierte Page die Albumproduktion mit Fanspenden über Kickstarter.com. Im August 2011 wurde ihr von dem Plattenlabel Gonzo Multimedia (der Dachgesellschaft von Voiceprint Records) ein Distributionsvertrag für Breathe Me In angeboten. Um dem Album vorzugreifen, veröffentlichte Gonzo Multimedia am 1. Dezember 2011 This Fire auf einer neuen EP. Am 14. Februar 2012 wurde Breathe Me In auf Gonzo Multimedia's neuem Label Hunter Records veröffentlicht. Das Album erhielt positive Kritiken in der Musikblogosphäre. Das Stereo Subversion Magazine beschreibt Breathe Me In als 

“a potent mix of sultry down tempo numbers, emotional pop-tronica, and thought-provoking ballads. Her vocals draw you in like a tractor beam, and the musical variety is downright dizzying.”

„Eine starke Mischung aus schwülen Down-Tempo-Nummern, emotionaler Pop-tronica und zum Nachdenken anregenden Balladen. Ihr Gesang zieht dich wie ein Traktorstrahl an, und die musikalische Vielfalt ist geradezu schwindelerregend.“

 Das Blog The Untz hat sie auf Platz 2 der Top 15 Producers with Pipes gelistet.
Ein Remix von A Bad Place des Dubstep-Produzenten Minnesota erregte Lorin Ashtons (Bassnectar) Aufsehen, erschien auf seinem Amorphous Music Mixtape Volume 7. Ashton kontaktierte daraufhin Page und bat sie, einen Song für sein kommendes Album Vava Voom mitzuschreiben. Im April 2012 erschien ihre Kollaboration Butterfly als Track 9 auf Vava Voom. Auf dem Album sind auch andere Künstler wie Lupe Fiasco und Amp Live vertreten. Vava Voom debütierte auf Platz 34 der Billboard 200. In einer Rezension von Vava Voom bezeichnete der Musikkritiker Jim DeRogatis den Gesang von Page auf Butterfly als gorgeous. Eine zweite Kollaboration mit Page, Bassnectar und dem britischen Drum and Bass Duo DC Breaks mit dem Titel Breathless erschien im Oktober 2012 auf Ashtons Freestyle EP, die auf Platz 1 der iTunes Electronic Charts, auf Platz 79 der Billboard 200 und auf BBC Radio 1 im Airplay landete. Im Februar 2013 war Butterfly in der Fernsehserie The Following von Fox Broadcasting Company in der Folge The Fall vertreten und brachte Butterfly bis auf Platz 4 der elektronischen Charts von iTunes. Butterfly gewann das Hörspiel auf Sirius XM Chill, KCRW-FM und anderen Sendern.

### 2013–2016
Pages stimmliche Leistung in Butterfly erregte die Aufmerksamkeit von Zak Bagans, dem Schöpfer und Star der Serie Ghost Adventures, die auf Travel Channel läuft und Page wurde eingeladen, einen Song für seine Show zu schreiben. Page hat einen Originalsong mit dem Titel Requiem aufgenommen und produziert, der seither in mehreren Episoden der 7. und 8. Staffel als wiederkehrendes Thema verwendet wird, insbesondere in der Folge New Orleans, die sich um die Verwüstung des Hurrikans Katrina drehte. Sie trat zusätzlich als Gastforscherin in der Folge The Glen Tavern Inn der siebten Staffel auf und begleitete die Schauspielerin Brit Morgan, Zak Bagans und den Rest der Besetzung für eine Nacht. Im März 2013 veröffentlichte sie die Requiem-EP mit Requiem und einem neuen Originalsong, Treading the Abyss, der auf Sirius/XM Chill gespielt wurde. Ebenfalls auf der EP war ein Cover von Chris Isaaks Wicked Game und Jeremy Soules Secunda aus dem Videospiel The Elder Scrolls V: Skyrim. Das Secunda-Cover erschien mit einem selbstgemachten Musikvideo und wurde auf mehreren Gaming-Websites veröffentlicht. Das Blog Heartache with Hard Work hat die Requiem-EP auf Platz 26 auf der Liste der Top 30 Alben von 2013 gelistet und Treading the Abyss als 

“a spare percussive core with otherworldly vocals and what may be the greatest EDM hook I can think of.”

„Ein freier perkussiver Kern mit jenseitigem Gesang und dem vielleicht größten EDM-Haken, den ich mir vorstellen kann.“

 bezeichnet. 

“Most people associate the name Mimi Page with her illustrious collection of vocal features for artists like Seven Lions, Bassnectar, and Kezwik, but there is so much more to the young singer than meets the eye. Or ear in this case. The ever-evolving musician has released an album and multiple EPs apart from the confines of traditional dance music, creating a bewitching amalgam of dreamy instrumentations and disarmingly beautiful melodies.”

„Die meisten Menschen assoziieren den Namen Mimi Page mit ihrer illustren Sammlung von Gesangsspielen für Künstler wie Seven Lions, Bassnectar und Kezwik, aber die junge Sängerin hat so viel mehr, als man denkt. Der sich ständig weiterentwickelnde Musiker hat neben den Grenzen der traditionellen Tanzmusik ein Album und mehrere EPs veröffentlicht und ein bezauberndes Amalgam aus verträumten Instrumentierungen und unglaublich schönen Melodien geschaffen.“

Im Mai 2013 veröffentlichten Page, Minnesota und Seven Lions ihre gemeinsame Single Fevers auf Skrillex’ Label OWSLA. Die Single wurde auf den Internetradios Sirius/XM BPM und Electric Area gespielt. Im August 2013 hat das Blog The Untz Page auf Platz 5 auf der Liste der Top 10 EDM Vocalists platziert.
Im September 2013 erschien der Track Lost in Me, der in Zusammenarbeit mit Paris Blohm auf dem Trance-Label Enhanced Music entstand und sowohl auf Sirius/XM BPM als auch auf Electric Area-Stationen zu hören war. Er wurde von den EDM-Schwergewichten Tiësto, BT und Tritonal unterstützt.

Am 13. November 2015 veröffentlichte Page ihr zweites Studioalbum The Ethereal Blues, das sie selbst produzierte und auf ihrem eigenen Label veröffentlichte. Das Blog Heartache for Hard Work stufte ihn auf Platz 3 der jährlichen Liste der Top-Alben von 2015 ein und bezeichnete ihn als 

“orchestral sweeps, trip-hop beats, lyrics that speak of a deep well of sadness, but which elevate rather than weigh down. It's also truly an album to be experienced in totality. For all the wondrous beauty of the individual components, the true genius is in the careful layering of possibilities from song to song. The process is dialectical: endlessly provocative, eternally haunting”

„Orchester-Sweeps, Trip-Hop-Beats, Texte, die von einem tiefen Brunnen der Traurigkeit sprechen, aber eher erheben als belasten. Es ist auch wirklich ein Album, das man in der Gesamtheit erleben kann. Trotz all der wunderbaren Schönheit der einzelnen Komponenten liegt das wahre Genie in der sorgfältigen Schichtung der Möglichkeiten von Lied zu Lied. Der Prozess ist dialektisch: endlos provokant, ewig eindringlich“

Die Zusammenarbeit mit Inon Zur an The Path of Destiny, dem Titelsong des Videospiels Sword Coast Legends wurde für den Hollywood Music in Media Award nominiert. Eine weitere Zusammenarbeit mit Rhys Fulber von Conjure One, genannt Oceanic, eröffnete Armin van Buurens A State of Trance Podcast Episode 740.

### 2016–heute
Im Mai 2016 arbeitete Page zusammen mit dem Komponisten Inon Zur an Song of the Fog, einem Leitton in der Partitur von Fallout 4's Downloadable Content Far Harbor. Im September veröffentlichte die Band Delerium ihr 15. Studioalbum Mythologie mit vier Songs, die von Page mitgeschrieben und aufgeführt wurden. Das Album debütierte auf Platz 7 der Billboard Dance/Electronic Album Charts. Im August 2016 veröffentlichte Page den Soundtrack zu Der Tausch, einem Dokumentarfilm über das Leben und die Karriere des CZW-Wrestlers Sick Nick Mondo. Im April 2017 arbeitete sie mit dem Komponisten Gareth Coker zusammen am Soundtrack zur VR-Veröffentlichung The Unspoken von Insomniac Games. Im Mai 2017 erscheint Butterfly in einem Werbeanimationsvideo des Videospielentwicklers Riot Games mit dem Titel Lux: Binding Light, animiert von Glen Keane. Im Juni 2017 arbeitete Page mit Bassnectar an der Single Was Will Be für seine EP Reflective Part 1 zusammen. Das Billboard Magazine platzierte Butterfly auf Platz 4 ihrer Liste der Top 10 Bassnectar-Songs.
Im Dezember 2017 erschien die selbst-produzierte Solo-EP Hope For The Haunted. Ihre Single Nightfall ist in Episode 1 der Netflix Originalserie Dark zu hören.
Page kündigte für 2018 ihr drittes Soloalbum Echoes of Eternity an.

## Live
Zur Unterstützung der Veröffentlichung von Breathe Me In tourte Page an der Ostküste als Eröffnungssupport für Jefferson Starship auf Paul Kantners 71. Geburtstagstour. Page hat ihre kollaborativen Lieder auch live aufgeführt, vor allem Butterfly mit Bassnectar beim Do Lab's 2012 Lightning in a Bottle Festival, Red Rocks Amphitheater, und in Nashvilles Bridgestone Arena zur 360 Grad Silvesterfeier.

## Diskografie

### Studioalben
- 2012 Breathe Me In
- 2015 The Ethereal Blues
- 2018 Echoes Of Eternity

### EPs
- 2010 A Lullaby for the Lonely (EP)
- 2013 Requiem (EP)
- 2017 Hope for the Haunted (EP)

### Soundtracks
- 2016 The Trade
- 2017 Ancient Frontier
- 2018 The Lighthouse

## Auszeichnungen
| Jahr | Auszeichnung                    | Ausgezeichnete Arbeit                                      | Kategorie                       | Ergebnis  |
| ---- | ------------------------------- | ---------------------------------------------------------- | ------------------------------- | --------- |
| 2015 | Hollywood Music in Media Awards | Sword Coast Legends – “The Path of Destiny” (mit Inon Zur) | Best Original Song – Video Game | Nominiert |
| 2015 | Annual Game Music Awards        | Sword Coast Legends – “The Path of Destiny” (mit Inon Zur) | Vocal Theme – Video Game        | Nominiert |
| 2015 | Audio Network Guild Awards      | Sword Coast Legends – “The Path of Destiny” (mit Inon Zur) | Best Original Song: Pop         | Nominiert |
| 2016 | Lift-Off Festival Season Awards | Finding Beauty in the Rubble                               | Best Music Score                | Nominiert |
| 2016 | Lift-Off Festival Season Awards | The Trade                                                  | Best Music Score                | Nominiert |